# 武则天
武曌（624年2月17日—705年12月16日），或稱武則天（源自其諡號）、武后，乳名華姑，賜號武媚娘，是中国历史上唯一獲正史承認的女性皇帝與女性太上皇。武則天是武周的開國皇帝，也曾是唐太宗的才人、以及唐高宗的皇后等。
武則天為山西并州文水县人，十四歲入宮為唐太宗才人，十二年不得遷。唐高宗时復为昭儀，謀廢得到唐太宗託付于重臣褚遂良的“佳兒佳婦”王皇后與蕭淑妃，得立为皇后（655年—683年）。一時尊号为天后，与唐高宗天皇李治并称“二圣”。當時武則天總攬大權，故眾人稱高宗、武則天為唐室的兩個皇帝。由于唐高宗患风眩症，無力治理政事，660年11月武則天开始臨朝，史载“自此内辅国政数十年，威势与帝无异”，683年12月27日—690年10月16日作为唐中宗、唐睿宗的皇太后临朝称制，后改名曌，自立为武周皇帝（690年10月16日—705年2月21日在位），称帝后上尊号“聖神皇帝”。
她退位后，其子中宗皇帝獻尊号，稱“则天大圣皇帝”。武則天臨終前留下遺命，要求去除其帝号，改称“则天大圣皇后”。她另有废除的尊号“圣母神皇、圣神皇帝、金轮圣神皇帝、越古金轮圣神皇帝、慈氏越古金轮圣神皇帝、天册金轮圣神皇帝”等。。
她在掌權時積極推動唐朝中國的政治發展。例如，對邊疆地區撫慰與討伐並用以穩定其發展，積極提拔有能力的人士擔任官員，採取促進族群融合團結的政策，改革有關制度以加強中央集權，針對人們為逃避賦役而四處遷徙沒有戶籍（「逃戶」）的問題進行改革，推行各種措施促進商業繁榮，建設農業水利設施，採取一系列措施發展經濟，促進文學藝術繁榮等。。同時，她也積極從事於土木作造事務，並特別積極於造國字改年號（每年更換年號）。
705年元月，宰相張柬之等發動神龍革命，迫使她內禪皇位與李顯。退位以後，她成為中國歷史上唯一的女性太上皇。她在705年過世於洛陽上陽宮仙居殿。
唐高宗死后从683年实际真正掌权前后22年（如從高宗輔政起計，掌權年期更長，長達46年）。武則天是即位年龄最大（67岁即位）、寿命第三长的皇帝（终年81岁），僅次於清高宗（89歲）和梁武帝（84或85歲）。此外，她也是唯一当过皇太后及太上皇两职的人。但因唐朝自高宗以後的所有合法皇帝（李唐皇族）皆為武則天之直系子孫，未妨礙唐朝皇位繼承，因此她以女兒身稱帝這種「大逆不道」的事並沒有受到太嚴厲的歷史譴責。

## 生平

### 唐太宗時期

#### 首次入宫
武氏本名无记载，为唐开国勳舊武士彠次女，母亲杨氏是武士彠繼室，根据李峤《攀龙台碑》所载，为隋朝宗室楊達之女，不見禮于正室諸子。祖籍并州文水县（今山西省文水县），637年十四岁時（貞觀十一年十一月）因貌美而入后宫封為五品才人，唐太宗赐号武媚，后世讹称武媚娘。武氏入宮之前向寡居的母親楊氏告別時說：「侍奉聖明天子，豈知非福？為何還要哭哭啼啼、作兒女之態呢？」
据杨氏为杨达之女的说法，武才人与太宗的三位妃嬪燕德妃、杨婕妤、巢王妃杨氏俱为表亲。而对于太宗时期武氏在宫中的生活细节，史书并没有详细的描述。仅见武氏在晚年时回忆自己为太宗驯马一事。当时，太宗有名马獅子骢，又肥又暴躁没有能调教牠的人。武氏在太宗身边侍候，对太宗说：「我能制服牠，但是须要三件东西：一是铁鞭，二是铁楇，三是匕首。用铁鞭打它不服，就用楇打牠的头；再不服，就用匕首割断牠的喉咙。」武氏稱太宗壮其之志。然而太宗也因武氏這位看似嬌弱的妃子竟如此粗野而感到震驚，從此武氏便極少得太宗寵幸。復自稱嘗侍太宗，得其書法之妙。
貞觀十七年（643年），太子李承被廢，晉王李治被立为太子。此後，在太子侍奉太宗湯藥之際，李治見到武才人並悅之。

### 唐高宗時期

#### 再次入宮
贞观二十三年（649年），唐太宗駕崩。武才人依唐後宮之例，入感業寺剃髮出家。永徽元年（650年）五月，唐高宗在太宗週年忌日入感業寺進香之時，與身為比丘尼的武氏相遇。武氏落淚，高宗動容，亦隨之流淚。當時與蕭淑妃爭寵的王皇后知悉後，便主動向高宗請求將武氏納入宮中，企圖以此打擊蕭淑妃。高宗早有此意，當即應允。永徽二年（651年）五月，唐高宗的孝服已滿，二十七歲的武氏還俗，再度入宮。入宮前武氏已經懷孕，入宮後生下兒子李弘。次年五月，被拜為二品昭儀。
永徽六年（655年）六月，後宮中有人放出不利王皇后之謠言，流傳王皇后與其母柳氏（宰相柳奭之姊，柳宗元同族）請來巫師，企圖用魘鎮之術將武昭仪詛咒而死亡。這謠言在無證據下傳到高宗之耳，高宗大怒，並將其母柳氏趕出皇宮，而且欲將武昭仪陞為一品宸妃（唐朝後宮四夫人中本來並無宸妃此封號，而原本的四夫人名額已滿，唐高宗為了武氏，才創宸妃封號），高宗將武氏晉為宸妃，為武宸妃（《新唐書》一說，指受到宰相韓瑗和來濟的反對，進號宸妃最終不能成事）。
不久，中書舍人李義府等人勾結武氏，得知高宗欲行廢皇后而立武宸妃消息，聯絡本已貶官不得再進的許敬宗、崔義玄、袁公瑜等人向唐高宗不斷請求立武氏為后，造成群臣支持的表象，廢立之意遂再次萌生。

#### 武氏封
永徽六年（655年）十月十三日，唐高宗又在李世勣等朝廷武勛的模棱兩可下，終於頒下詔書：以「陰謀下毒」的罪名，將王皇后和蕭淑妃廢為庶人，並加囚禁；她們的父母、兄弟等也被削爵免官，流放嶺南。七天以後，唐高宗再次下詔，將武昭仪立為皇后；與此同時，又將反對最大的宰相褚遂良貶為外州都督。因为忌讳武氏曾为父亲太宗才人的事实，唐高宗在立后诏书中，称武氏为父亲所赐，“事同政君”。
顯慶四年（659年）四月，武后與唐高宗達成共識：將長孫無忌、于志寧、韓瑗、來濟等人削職免官，貶出京師。

### 並稱“二圣”

#### 垂帘听政
顯慶五年（660年），唐高宗患上風疾之症，頭暈目眩，不能處理國家大事，遂命皇后武氏代理朝政，但也因此忌憚武氏。在麟德元年（664年），高宗与宰相上官儀商議，打算廢掉武氏皇后之位。但上官儀的廢后詔書還未草擬好，高宗來不及下旨，宮女、太監已奔走相告，將消息傳遞到武后的耳中。她直接跑到高宗面前追問此事。高宗感到羞愧，又不想武氏怨怒，便把責任推到上官儀身上。十二月，上官儀被逮捕入獄，不久，即被滅族。自是上每視事，則后垂簾於後，政無大小皆與聞之。天下大權，悉歸中宮，黜陟、生殺，決於其口，天子拱手而已，中外謂之“二圣”。
乾封二年（667年）高宗因久疾，命太子李弘監國。上元元年（674年）秋八月，武后和高宗並稱天皇天后，名為避先帝、先后之稱，實欲自尊。十二月，武后上表建議十二事：「一、勸農桑，薄賦徭。二、給復三輔地（免除長安及其附近地區之徭役）。三、息兵，以道德化天下。四、南、北中尚（政府手工工場）禁浮巧。五、省功費力役。六、廣言路。七、杜讒口。八、王公以降皆習《老子》。九、父在為母服齊衰（喪服）三年（過去是一年）。十、上元前勳官已給告身（委任狀）者，無追覈。十一、京官八品以上，益稟入（增加薪水）。十二、百官任事久，材高位下者，得進階（提級）申滯。」高宗詔皆施行之。武則天能夠重視農業生產，規定各州縣境內，「田疇墾闢，家有餘糧」者予以升獎；「為政苛濫，戶口流移」者必加懲罰。所編《兆人本業》農書，頒行天下，影響很大。而武則天執政期間，其宗教政策乃以佛教在道教之上。
上元二年（675年）三月，武后召集大批文人學士，大量修書，先後撰成《玄覽》、《古今內範》、《青宮紀要》、《少陽正範》、《維城典訓》、《紫樞要錄》、《鳳樓新誡》、《孝子傳》、《列女傳》、《內範要略》、《樂書要錄》、《百僚新誡》、《兆人本業》、《臣軌》等書。且密令這批學者參決朝廷奏議，以分宰相之權，時人謂之「北門學士」。時高宗風眩更甚，擬使武后攝政，宰相郝處俊說：「陛下奈何以高祖、太宗之天下，不傳之子孫而委之天后乎！」高宗才罷攝政之意。太子李弘深為高宗鍾愛，高宗欲禪位於太子，武后不滿；剛好太子因为蕭淑妃之女義陽、宣城二公主因母得罪武后而被幽禁掖庭宮中、年逾21而未嫁，奏請出閣，高宗許之，武后甚怒。不久太子死於合璧宮，時人以為武后所毒殺，但亦有说法称李弘本来病弱而早夭。

#### 廢立與稱制
弘道元年（683年）十二月，唐高宗病逝，臨終遺詔：太子李顯於柩前即位，軍國大事有不能裁決者，由武氏決定。四天以後，李顯即位，是為唐中宗。武后被尊為皇太后。
光宅元年（684年）二月，中宗欲以韋后父韋玄貞為侍中（宰相），裴炎力諫不聽，武后遂廢唐中宗為廬陵王，並遷於房州。立第四子豫王李旦為帝，是為唐睿宗，武后臨朝稱制，自專朝政。同年九月，徐敬業、徐敬猷兄弟聯合唐之奇、杜求仁等以扶支持廬陵王為號召，在揚州舉兵反武，十多天內就聚合了十萬部眾。武后當即以左玉鈐大將軍李孝逸為揚州道大總管，率兵三十萬，前往征討。十一月，徐敬業兵敗自殺。
垂拱二年（686年）三月，武后下令製造銅匭（銅製的小箱子），置於洛陽宮城之前，隨時接納臣下表疏。同時，又大開告密之門，規定任何人均可告密。凡屬告密之人，國家都要供給驛站車馬和飲食。即使是農夫樵人，武后都親自接見。所告之事，如果符合旨意，就可破格陞官。如所告並非事實，亦不會問罪。同時，武后又先後任用索元禮、周興、來俊臣、侯思止等一大批酷吏，掌管制獄，如果被告者一旦被投入此獄，酷吏們則使用各種酷刑審訊，能活著出獄的百無一二。這樣，隨著告密之風的日益興起，被酷吏刑訊拷打致死的人日漸增多。為獎勵告密，若有屬實，武后對告密者破例授官，以賣餅為生的侯思止，因舉發舒王李元名與恒州刺史裴貞謀反，被任命為游擊將軍、侍御史。王弘義，以無德行見稱，告鄉里謀反，擢授游擊將軍、殿中侍御史。
武后掌管李唐的社稷，翦除唐宗室，諸王不自安，欲起兵對抗。還未有共識的時候，博州刺史瑯邪王李沖，垂拱四年（688年）八月於博州（今山東聊城東北）舉兵。豫州刺史越王李貞起兵豫州（今河南汝南）呼應。武后分遣丘神勣、魏崇裕擊之。瑯邪王李沖起兵七日敗死；九月，越王李貞兵敗自殺。武后想盡除李氏諸王，使周興等審訊之，迫韓王李元嘉、魯王李靈夔、黃國公李譔、東莞郡公李茂融、常樂公主等自殺，親信等均被誅。
這年命令僧薛怀义率令萬多人，毀乾元殿，建明堂，花了近一年落成，高二百九十四尺，闊三百尺。共三層，上為圓蓋，有條九龍作捧著的姿態。上有鐵鳳，高一丈。飾以黃金，稱為「萬象神宮」。明堂既成，又命僧薛怀义鑄大像，大像的小指也可以容納數十人，於明堂北起五層高的天堂來收納這個大像。所花費用以萬億計，政府財政為之枯竭。是年武承嗣命人鑿白石為文曰：「聖母臨人，永昌帝業。」號稱在洛水中發現，獻給武后，武后大喜，命其石曰「寶圖」。之後武后加尊號為「聖母神皇」。
武后當政期間爲了打擊門閥豪族對官位的壟斷，進一步發展收攏民心的科舉制度。唐太宗共錄取進士205人，高宗和武后統治期間共錄取一千餘人。平均每年錄取人數比貞觀時增加一倍以上。武后載初元年（690年）武后在洛城對貢士親發策問，是「殿試」之始。是年遣「存撫使」十人巡撫諸道，推舉有才之人，一年後共舉薦一百餘人，武后不問出身，全部加以接見，自稱量才任用，或為試鳳閣（中書省）舍人、給事中，或為試員外郎、侍御史、補闕、拾遺、校書郎，試官制度自此始，時人有「補闕連車載，拾遺平斗量，把推侍御史，腕脫校書郎。」之語。武后雖以官位收買人心，但對不稱己意的人亦會加以罷黜；號稱明察善斷，故當時一部份士大夫亦樂於為武后效力。

### 建号稱帝

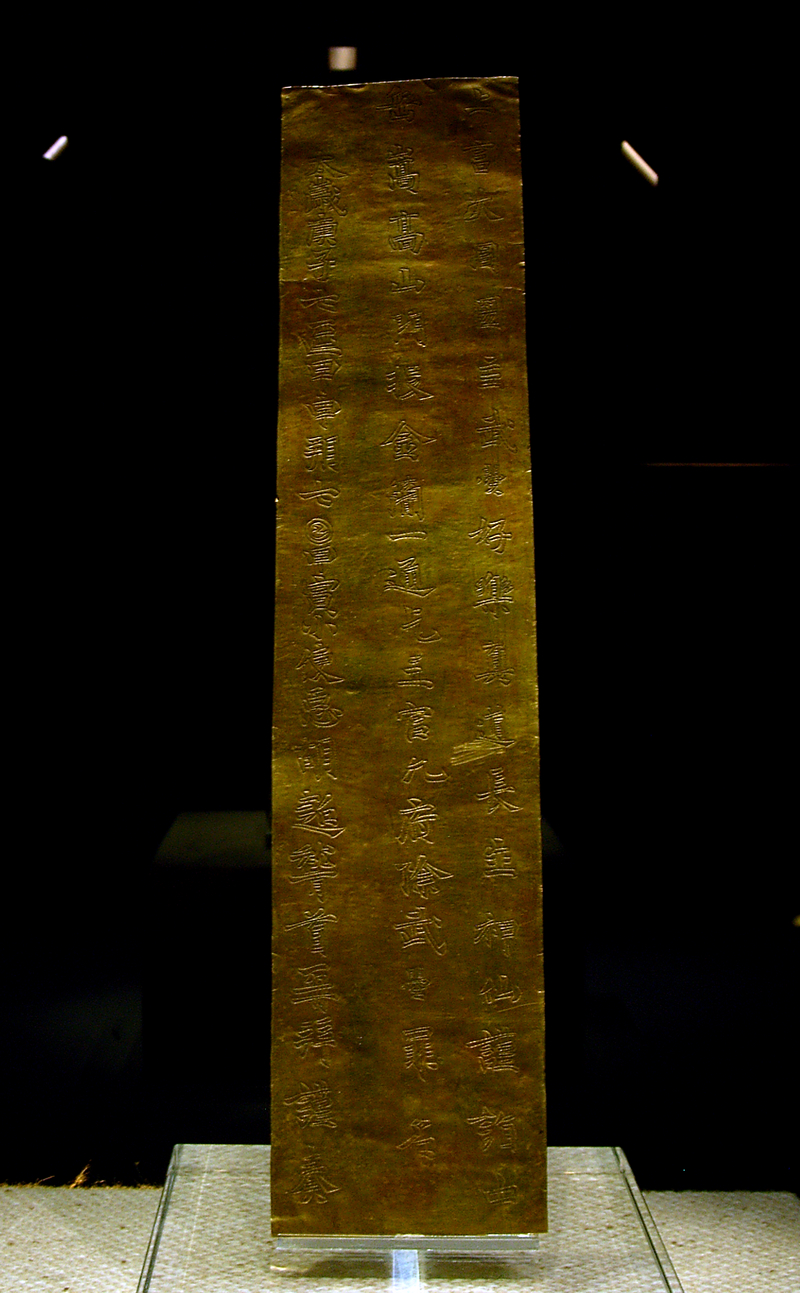
河南博物馆所藏武曌金简，中国唯一的皇帝金简。武氏在久视元年（700年）七月七日来嵩山祈福，谴宫廷太监胡超向诸神投简以求除罪消灾。

次年（690年）七月，僧法明等撰《大雲經》四卷，說武后是彌勒菩薩化身下凡，應作為天下主人，武后下令頒行天下。命兩京諸州各置大雲寺一所，藏《大雲經》，命僧人講解，並提升佛教的地位在道教之上。是年九月侍御史傅游藝率關中百姓九百人上表，請改國號為周，賜皇帝姓武。於是百官及帝室宗戚、百姓、四夷酋長、沙門、道士共六萬餘人，亦上表請改國號。武后准所請，改大唐為大周。在神都洛陽则天门登基即位，改元天授，加尊號聖神皇帝，以睿宗為皇嗣，賜姓武氏，立皇太子為皇太孫。立武氏祖宗七廟於神都洛陽，追尊周文王廟號曰始祖，諡號文皇帝。立武承嗣為魏王，武三思為梁王，其餘武氏多人為王及長公主。
同年九月，武則天派右鷹揚衛將軍王孝傑為武威軍總管，與武衛大將軍阿史那忠節率兵赴西域征討吐蕃。十月，唐軍大勝，連克于闐、疏勒、龜兹、碎葉等安西四鎮，仍置安西都護府於龜玆，發兵戍守。
长寿三年（694年）武三思率四夷首領請以銅鐵鑄天樞，立於端門外，以歌頌武則天的功德。武則天親題曰：「大周萬國頌德天樞」。天樞鑄造歷時八月而成，其形制若柱，高一百零五尺，直徑十二尺，八面，每面各五尺，下為鐵山，周一百七十尺，以銅為蟠龍、麒麟環繞之；上為騰雲承露盤直徑三丈，盤上四龍直立捧火珠，高一丈。工人毛婆羅造模，武三思為文，刻百官及四夷首領之名於其上。用銅鐵二百萬斤，「請胡聚錢百萬億，買銅鐵不能足，賦民間農器以足之。」
萬歲通天元年（696年）五月，契丹首領李盡忠和孫萬榮率兵起義，攻陷營州，殺都督趙文翽。武則天派將軍曹仁、張玄遇、李多祚等率兵征討。由於伏兵，全軍覆沒。接著，武則天再派武攸宜、王孝傑等率兵討伐，均大敗而歸。神功元年（697年）四月，武則天又派武懿宗、婁師德、沙吒忠義率兵二十萬，討伐契丹。六月，孫萬榮兵敗被殺，契丹餘眾歸降於後突厥汗國。
神功元年（697年）武則天使武懿宗審訊劉思禮謀反事，武懿宗說只要劉思禮指出哪些朝士有分謀反，就免其死罪，於是劉思禮誣告宰相李元素、孫元亨等三十六家「海內名士」，皆遭滅族，親舊連坐流竄者千餘人。時人以為武懿宗之殘暴僅次於周興、來俊臣。
是年，來俊臣欲羅告武氏諸王及太平公主（中宗之妹，武則天唯一长大成人的親生女兒），又欲誣皇嗣李旦及廬陵王李顯與南北衙共同謀反，擬一網打盡。武氏諸王與太平公主都十分害怕，共同揭發其罪行，下獄處以極刑。仇家爭食其肉，不一會就食盡。來俊臣兇狡貪暴網羅無辜，織成反狀，殺人不可勝計。「贓賄如山，冤魂塞路」，武則天亦知天下憤怨，下令數他的罪狀，並沒收其家財。
聖歷元年（698年）武承嗣、武三思謀求當太子，幾次使人對武則天說：「自古天子未有以異姓為嗣者。」武則天猶豫未決，狄仁傑對武后說：「姑侄之與母子，哪個比較親近？（武承嗣、武三思皆武后之侄，中宗、睿宗則武后之子）陛下立子，則千秋萬歲後，祭祖於太廟；立侄則未聞侄為天子祭姑於太廟者」。又勸武則天召還廬陵王（中宗）。武后由是無立武承嗣、武三思之意。乃召廬陵王還東都，皇嗣（睿宗）請遜位於廬陵王，武后立廬陵王為皇太子，命為元帥，狄仁傑為副元帥率兵擊後突厥。武則天信重狄仁傑，常謂之「國老」而不呼其名。狄仁傑好諍諫，武則天每屈意從之。狄仁傑死後，武則天泣曰：「朝堂空矣！」常嘆：「天奪吾國老何太早邪！」
武则天晚年张易之、张昌宗兄弟迅速崛起，成为武则天的新宠，张易之、张昌宗兄弟年少美姿容，入侍武則天。二人常傅朱粉、穿著華麗的衣服。武承嗣、武三思等都爭著追捧他們，甚至為他們執鞭牽馬。
中宗長子邵王李重润（中宗第二次為太子時封為邵王）與其妹永泰郡主及郡主婿武延基竊議張易之兄弟「何得任意入宮」，易之投訴於武則天，武則天敕李重润、永泰郡主、武延基皆賜死。

### 神龙政变
神龍元年（705年）正月，武則天病篤，卧床不起，只有張易之、張昌宗兄弟侍側。宰相張柬之、崔玄暐與大臣敬暉、桓彥範、袁恕己等，交結禁軍統領李多祚，佯稱張易之、張昌宗兄弟謀反，於是發動兵變，率禁軍五百餘人，衝入宮中，殺死二張兄弟，隨即包圍武則天寢宮，要求武則天退位，史稱「神龙政变」。
武則天此時已是81歲高齡，她年老體衰，無力平亂，只能禪讓帝位予兒子李顯，是為唐中宗，武周王朝滅亡，大唐王朝復興，迁居上阳宫，為太上皇。中宗上尊號為「則天大聖皇帝」。
神龍元年十一月二十六日（705年12月16日），武曌崩逝於洛陽上陽宮仙居殿內，享壽八十一歲。武則天臨終前下遺詔去帝號，稱「則天大聖皇后」。神龍二年（706年）五月，武則天與唐高宗李治合葬於唐乾陵，留无字碑。

## 評價

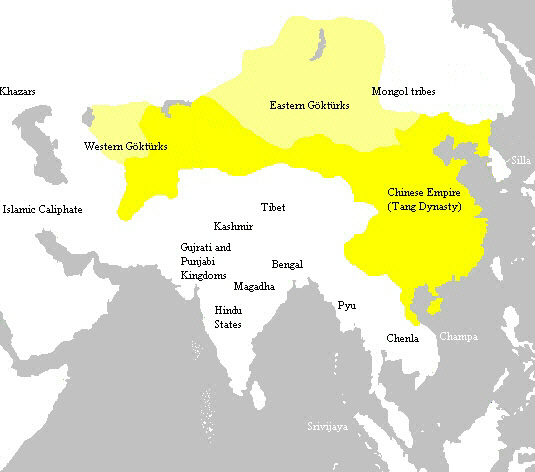
總章二年（西元669年）的唐朝疆域

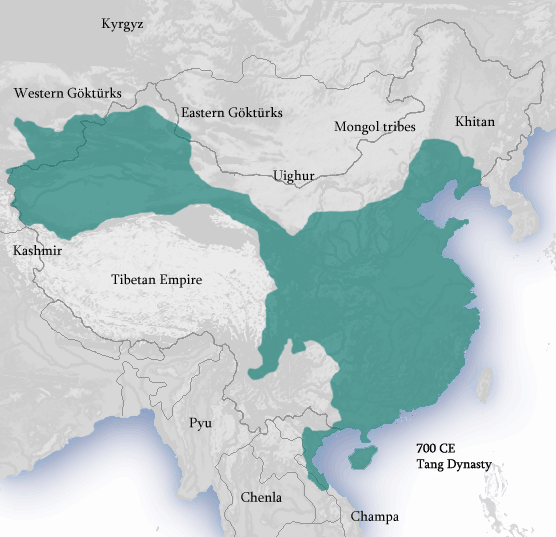
聖曆三年（西元700年）的武周疆域，当时東突厥汗國以後突厥汗國之名已经复国（此图没有表现出对云贵高原的羁縻统治，并且将云州、胜州、丰州画到了域外）

### 蓋棺無字碑
历代对武则天有各种不同的评價。唐代前期对武则天的评價相对比較寬容，但唐國史對後宮嬪妃與諸王公主的淒慘予以無情揭露。随着时间的推移，特別是司馬光所主編之《資治通鑑》，對武氏進行嚴正批判。到了南宋期间，程朱理学在中国思想上占据了主导地位，舆论決定了对武则天的長久評價。譬如明末清初的时候，著名的思想家王夫之，就曾评价武则天“鬼神之所不容，臣民之所共怨”。惟不可否认的是，武后重視延攬，首創鉗制文網式的考試，而且知人善任，能重用狄仁傑、張柬之、桓彥範、敬暉、姚崇等中兴名臣。名臣李绛當時也指出，開元期间著名的賢臣皆由武則天提拔。而在後來平定玄宗時期安史之亂的大功臣郭子儀就是通過武則天首創的武舉被提拔的。宋代胡致堂對於武則天列出了許多違反儒家道德標準的“罪狀”如“以才人蠱惑嗣帝”等，不過也不情願地，充滿遺憾地說道：“使其生為男子而臨天下，其雄才大略殆與孝武等矣”，認為武則天若是男性的話她的雄才大略不亞於漢武帝。著名的宰相陸贄在給唐德宗的論文中，就曾寫道「法太宗天后英邁之風以拔擢」，將武則天與唐太宗並列，鼓勵德宗效仿他們。晚唐官員皮日休曾寫道“天后革大命，垂二十年，天下晏如，不讓貞觀之世，是遵何道哉”， 懷念武則天時期的安寧日子。國家在武則天主政期間，文化承貞觀之模、百姓尚稱富庶。故享「貞觀遺風」， 武周之治之譽，亦及于其孫唐玄宗（其母死於武后手）的開元盛世。L·S·斯塔夫里阿諾斯認為武則天是“中國歷史上最能幹，最開明的統治者之一“。
武则天的形象源于历史，唐宋时的正史对武则天的家世出身、宫廷生活及掌权执政等状况都有详细的记载。从总体上看，武则天的形象可以分为四个发展阶段。唐五代是发轫期，显示出“本色化”的特点；宋元是沿承期，武则天被“异族化”；明代是转折期，武则天被“艳情化”；清代为繁荣期，出现了两种截然相反的倾向，一种是被“妖魔化”，另一种则是被“理想化”。这与当时的时代特点紧密相关。

### 對歷史發展的貢獻[35]
武则天对历史发展做出的第一个贡献是，她打击了保守的门阀世族。武则天被立为皇后以後，把反对她做皇后的长孙无忌、褚遂良等人一个一个的都赶出了朝廷，贬逐到边远地区。这对于武则天来说，是殺雞儆猴，但这些关陇集团和他们的依附者，在当时已经成为一种既得利益的保守力量。把他们赶出政治舞台标志着关陇集团从北周以来长达一个多世纪统治的终结，也为社会进步和经济发展创造了一个良好的条件。
第二是促进了经济的发展。武则天在建言十二事中就建议“劝农桑，薄赋役”。在她掌权以后，又编撰了《兆人本业记》颁发到州县，作为州县官劝农的参考。她还注意地方吏治，加强对地主官吏的监察。对于土地兼并和逃亡的农民，也采取比较寛容的政策。因此，武则天统治时期，社会是相當安定的，农业、手工业和商业都有了長足的发展，户口也由唐高宗永徽三年（652年）的380万户增加到唐中宗神龙元年（705年）的615万户，平均每年增长0.721%。这在中古時代，是一个很高的增长率，也是反映武则天时期经济发展的客觀數據。
第三个贡献是稳定了边疆形势。武则天当权后，边疆并不太平。西突厥汗國攻占了安西四镇，吐蕃也不断在青海一带对唐展开进攻。北边的後突厥汗國和东北的契丹一直打到河北中部。武则天一方面组织反攻，恢复了安西四镇，打退了後突厥，契丹的进攻，同时在边地设立军镇，常驻军队，并把高宗末年在青海屯田的做法推广到现甘肃张掖和武威，内蒙五原及新疆木萨尔一带。对于在屯田工作上做出巨大贡献的娄师德，武则天特致书嘉勉。书中特定指出，由于屯田，使得北方镇兵的粮食“数年咸得支给”。
第四个贡献是推动了文化的发展。唐人沈既济在谈及科举制度时说到：“太后颇涉文史，好雕虫之艺。”“太后君临天下二十余年，当时公卿百辟，无不以文章达，因循日久，浸已成风”。一是当时进士科和制科考试主要都是考策问，也就是申論。文章的好坏是录取的主要标准。二是武则天用人不看门第，不问是否為高级官吏的子孙，而是看有否政治才能。因此特别注意从科举出身者中选拔高级官吏。科举出身做到高级官吏的越来越多。这就大大刺激了仕人参加科舉的积极性，更刺激了一般人读书学习的热情。这就是沈既济所说的“浸已成风”。开元、天宝年间“父教其子，兄教其弟”，“五尺童子耻不言文墨焉”的社会风气，就是从武则天时期开始的。正是文化的普及，推动了文化的全面发展。著名的诗人和文学家崔融、李乔都是这个时期涌现出来的。雕塑、绘画也达到了前所未有的水平。

### 個人缺失
另外武則天也有不少負面評價，岑仲勉说，“武后任事率性，好恶无定，终其临朝之日，计曾任宰相七十三人”。其主政初期，由於大興告密之風，重用酷吏周興、來俊臣等，加上後世史學家不齒於她違反傳統的禮教，身為女子，竟然擁有不少男性嬪妃（稱為「男寵」）。但趙翼為武則天的私生活辯護，說：“人主富有四海，妃嬪動千百，后既為女王，而所寵幸不過數人，固亦未足深怪，故后初不以為諱，而且不必諱也。”對於重用酷吏之說，也有學者表示，酷吏在武則天統治時期存在的時間是相對較短的。武則天之所以在改朝換代前後重用酷吏，完全是政治鬥爭的需要。酷吏也並不是在武則天統治時期才出現的，有學者指出在太宗貞觀時期不乏酷吏暴虐的身影。在唐玄宗開元年間，有酷吏包括嚴安之，王鈞，和因為兇狠無度所以被稱為京師三豹的李全交，李嵩，王旭三人。

### 絮語
- 《旧唐书》：“治乱，时也，存亡，势也。使桀、纣在上，虽十尧不能治；使尧、舜在上，虽十桀不能乱；使懦夫女子乘时得势，亦足坐制群生之命，肆行不义之威。观夫武氏称制之年，英才接轸，靡不痛心于家索，扼腕于朝危，竟不能报先帝之恩，卫吾君之子。俄至无辜被陷，引颈就诛，天地为笼，去将安所？初虽牝鸡司晨，终能复子明辟，飞语辩元忠之罪，善言慰仁杰之心，尊时宪而抑幸臣，听忠言而诛酷吏。有旨哉，有旨哉！”赞曰：“龙漦易貌，丙殿昌储。胡为穹昊，生此夔魖？夺攘神器，秽亵皇居。穷妖白首，降鉴何如。”
- 《新唐书》：“昔者孔子作《春秋》而乱臣贼子惧，其于杀君篡国之主，皆不黜绝之，岂以其盗而有之者，莫大之罪也，不没其实，所以著其大恶而不隐欤？自司马迁、班固皆作《高后纪》，吕氏虽非篡汉，而盗执其国政，遂不敢没其实，岂其得圣人之意欤？抑亦偶合于《春秋》之法也。唐之旧史因之，列武后于本纪，盖其所从来远矣。夫吉凶之于人，犹影响也，而为善者得吉常多，其不幸而罹于凶者有矣；为恶者未始不及于凶，其幸而免者亦时有焉。而小人之虑，遂以为天道难知，为善未必福，而为恶未必祸也。武后之恶，不及于大戮，所谓幸免者也。至中宗韦氏，则祸不旋踵矣。然其亲遭母后之难，而躬自蹈之，所谓下愚之不移者欤！”
- 沈既济：“太后颇涉文史，好雕虫之艺。”“太后君临天下二十余年，当时公卿百辟，无不以文章达，因循日久，浸已成风。”
- 陸繼輅《崇百藥齋文集》： “以文學，書法，著述而論，才調之高，古今更罕有其匹”
- 崔融：“英才远略，鸿业大勋。雷霆其武，日月其文。洒以甘露，覆之庆云。制礼作乐，还淳返朴。宗礼明堂，崇儒太学。四海慕化，九夷禀朔。沈璧大河，泥金中岳。巍乎成功，翕然向风。”
- 鲁宗道：“唐之罪人也，几危社稷。”
- 洪邁《容齋隨筆》：「漢之武帝、唐之武后，不可謂不明」。
- 司马光：“虽滥以禄位收天下人心， 然不称职责，寻亦黜之，或加刑诛，挟刑赏之柄以驾御天下，政由己出，明察善断，故当时英贤亦竞为之。”
- 赵翼：“女中英主。”“人主富有四海，妃嫔动千百，后既为女王，而所宠幸不过数人，固亦未足深怪，故后初不以为讳，而且不必讳也。”
- 翟蔼：“武氏以一妇人君临天下二十余年，是不比於母后之称制者，而直自帝自王也，此其智有过人者。”
- 岑仲勉：“武后任事率性，好恶无定，终其临朝之日，计曾任宰相七十三人。”
- 郭沫若：“政启开元，治宏贞观；芳流剑阁，光被利州。”
- 宋庆龄：“武则天是封建时代杰出的女政治家。但就家庭角色而言，不难看出武则天也是个好妻子。”
- 毛泽东：“武则天确实是个治国之才，她既有容人之量，又有识人之智，还有用人之术。她提拔过不少人，也杀了不少人。刚刚提拔又杀了的也不少。”
- 翦伯赞：“武则天的打击门阀贵族和提拔普通地主做官的政策，是符合当时社会发展趋势的，因此她的作用是积极的……武则天在巩固封建国家的边疆方面，也做了不少工作。”
- 李贽：“试观近古之王，有知人如武氏者乎? 亦有专以爱养人才为心，安民为念如武氏者乎? 此因不能逃于万世之公鉴矣。夫所贵乎明王者，不过以知人为难，爱养人才为急耳……贤人君子，固武氏之所深心爱惜而敬礼者也。”[40]
- 罗元贞：“武则天执政时期，是中国文化空前发展、空前隆盛的时期……武则天的一生，能文能武，为国为民，知人善任，领袖群才，治国有方，威信崇高。她非常聪明，经验丰富，知识超群。在政治、军事、制度、经济、文化等等方面，她都有作为一个英明的国家领袖人物的才能、见识、眼光、风度、处理问题的方法，并且起了积极的推动作用……女皇武则天，真不愧为封建时代杰出的政治家，中国历史上一位罕见的明主圣君。」[40]

## 諡号
雖然唐室依照她的遺詔諡號，後來仍有數次修改：
- 殤帝唐隆元年（710年），改為天后。
- 睿宗景雲元年（710年），加諡大聖天后。
- 延和元年（712年），改為天后聖帝，未幾，改為聖后。
- 玄宗開元四年（716年），改為則天皇后。
- 天寶八載（749年），加諡則天順聖皇后。

## 家庭
|  |                            |  |  |  |  |  |  |  |  |  |  |  |  |  |  |  |
|  | 曾祖父：烈祖昭安皇帝武俭   |  |  |  |  |  |  |  |  |  |  |  |  |  |  |  |
|  |                            |  |  |  |  |  |  |  |  |  |  |  |  |  |  |  |
|  |                            |  |  |  |  |  |  |  |  |  |  |  |  |  |  |  |
|  | 祖父：显祖文穆皇帝武华     |  |  |  |  |  |  |  |  |  |  |  |  |  |  |  |
|  |                            |  |  |  |  |  |  |  |  |  |  |  |  |  |  |  |
|  |                            |  |  |  |  |  |  |  |  |  |  |  |  |  |  |  |
|  | 曾祖母：昭安皇后宋氏       |  |  |  |  |  |  |  |  |  |  |  |  |  |  |  |
|  |                            |  |  |  |  |  |  |  |  |  |  |  |  |  |  |  |
|  |                            |  |  |  |  |  |  |  |  |  |  |  |  |  |  |  |
|  | 父亲：周太祖武士彟         |  |  |  |  |  |  |  |  |  |  |  |  |  |  |  |
|  |                            |  |  |  |  |  |  |  |  |  |  |  |  |  |  |  |
|  |                            |  |  |  |  |  |  |  |  |  |  |  |  |  |  |  |
|  | 祖母：文穆皇后赵氏         |  |  |  |  |  |  |  |  |  |  |  |  |  |  |  |
|  |                            |  |  |  |  |  |  |  |  |  |  |  |  |  |  |  |
|  |                            |  |  |  |  |  |  |  |  |  |  |  |  |  |  |  |
|  | 武则天                     |  |  |  |  |  |  |  |  |  |  |  |  |  |  |  |
|  |                            |  |  |  |  |  |  |  |  |  |  |  |  |  |  |  |
|  |                            |  |  |  |  |  |  |  |  |  |  |  |  |  |  |  |
|  | 外曾祖父：信公杨绍         |  |  |  |  |  |  |  |  |  |  |  |  |  |  |  |
|  |                            |  |  |  |  |  |  |  |  |  |  |  |  |  |  |  |
|  |                            |  |  |  |  |  |  |  |  |  |  |  |  |  |  |  |
|  | 外祖父：隋始安恭侯杨达     |  |  |  |  |  |  |  |  |  |  |  |  |  |  |  |
|  |                            |  |  |  |  |  |  |  |  |  |  |  |  |  |  |  |
|  |                            |  |  |  |  |  |  |  |  |  |  |  |  |  |  |  |
|  | 外高祖父：武卫将军兰润     |  |  |  |  |  |  |  |  |  |  |  |  |  |  |  |
|  |                            |  |  |  |  |  |  |  |  |  |  |  |  |  |  |  |
|  |                            |  |  |  |  |  |  |  |  |  |  |  |  |  |  |  |
|  | 外曾祖母：广平国太妃兰胜蛮 |  |  |  |  |  |  |  |  |  |  |  |  |  |  |  |
|  |                            |  |  |  |  |  |  |  |  |  |  |  |  |  |  |  |
|  |                            |  |  |  |  |  |  |  |  |  |  |  |  |  |  |  |
|  | 母亲：孝明高皇后杨氏       |  |  |  |  |  |  |  |  |  |  |  |  |  |  |  |
|  |                            |  |  |  |  |  |  |  |  |  |  |  |  |  |  |  |
|  |                            |  |  |  |  |  |  |  |  |  |  |  |  |  |  |  |

### 子
1. 孝敬皇帝李弘（652年—675年）
2. 章懷太子李賢（654年—684年）
3. 唐中宗李顯（舊名李哲）（656年11月26日—710年7月3日）
4. 唐睿宗李旦（舊名李旭輪）（662年6月22日—716年7月13日）

### 女
1. 安定公主
2. 太平公主
3. 千金公主：千金公主為唐高祖之女，於武則天大殺唐朝宗室時為求自保，自請降為武則天義女，武則天改封其為安定公主。

## 杂录

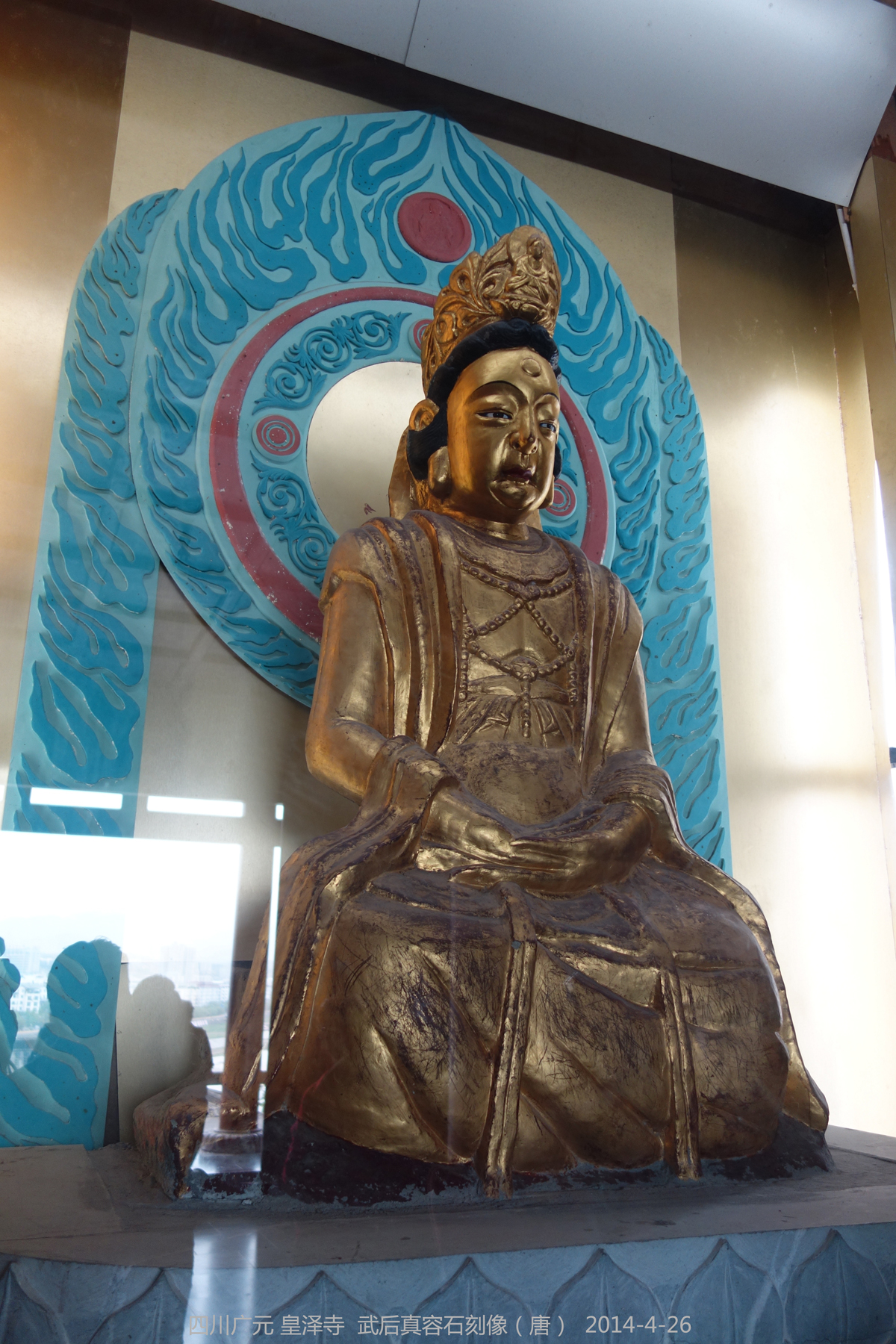
武则天真容石刻像，四川省广元市皇泽寺

- 一次襁褓中男装打扮的武则天被相士袁天罡相面時，袁天罡說：「必若是女，實不可窺測，後當為天下之主矣！」[42]

- 相传唐太宗在世時，曾請太史令李淳風算命，太史令占曰：「女主昌。」民間又流傳《秘記》稱：「唐三世之後，女主武王代有天下。」太宗聽後惱怒，後在宴會上，時任左武衛將軍的李君羨道出小名為「五娘子」，遭太宗忌憚，被下旨誅殺。後來，太宗再問李淳風傳聞真假。李淳風回答，此人已在陛下宮中，不過三十年便能屠盡李唐宗室，其勢而成，天命不可違抗。此人年老後可能會生出幾分慈悲之心，但若強殺，上天可能派更兇暴之人前來，李唐子孫或會盡滅。因此，太宗打消了繼續追查的念頭。[43]
- 相傳在感業寺時期，李治有次前往祭拜，看到武氏後便魂不守舍。當時，與蕭淑妃爭寵的王皇后，便趁此納武氏為自己派系，跟蕭淑妃對抗，沒想到兩人皆亡於武氏之手。武自排除萧妃后竟始怕猫，怕猫被萧妃魂魄附身。
- 武則天稱帝後有男寵。《舊唐書》記載的有張易之、張昌宗兄弟，馮小寶（薛怀义），以及御醫沈南璆。[44][45]
- 武则天为了誇飾武周革命，创造了则天文字。部分的則天文字還傳到日本、韓國，甚至成為某些日本禮遇中國文化人的人名用字。
- 武则天著有《垂拱集》百卷，《金轮集》十卷，已散佚。今存诗四十六首，《全唐文》编其文为四卷。有《石榴裙》之思。
- 武則天稱帝前掌握實權的6年，使用了3個年號，稱帝的15年使用了16個年號，合19個年號，是中國皇帝中用年號最多和密度最高的皇帝。居於第二的是西晉皇帝晉惠帝司馬衷，除了時間最長的元康年號（9年），9年間用了8個年號。
- 釋諦閒說武則天為佛經「開經偈」的撰寫者。（“無上甚深微妙法，百千萬劫難遭遇，我今見聞得受持，願解如來真實義。”）[46]
- 熊貓外交的歷史最早可以上溯至唐朝武則天時期。

## 相关作品與大眾文化

### 戏剧
| 首演年份 | 剧名       | 类型 | 主创单位           |
| -------- | ---------- | ---- | ------------------ |
| 1937年   | 武则天     | 話剧 | 宋之               |
| 1962年   | 武则天     | 話剧 | 郭沫若             |
| 1988年   | 粉黛冤家   | 豫剧 | 郑州市豫剧二团     |
| 2001年   | 武后与婉儿 | 豫剧 | 台湾国光剧团豫剧团 |
| 2007年   | 武则天     | 京剧 | 北京京剧院         |

### 遊戲
- 《Fate/Grand Order》
  - 配音：井澤詩織。作為4星Assassin出場。寶具是B級對人寶具「告密羅織經」。
- 《王者荣耀》
  - 配音：周帅
- 《忘川风华录》
- 《决胜巅峰》
- 《萌王EX》

### 漫畫
- 魔女大戰 32名異能魔女交戰廝殺（河本焰、塩塚誠（日语：塩塚誠））中作為魔女登場
- 大理寺日誌

## 延伸阅读
[在维基数据编辑]
 在维基文库阅读此作者作品（ 在维基共享资源阅览影像）
 《舊唐書·卷6》，出自刘昫《舊唐書》
 《新唐書/卷004》，出自《新唐書》
 《新唐書/卷076》，出自《新唐書》